# Saint-Martin d’Autun

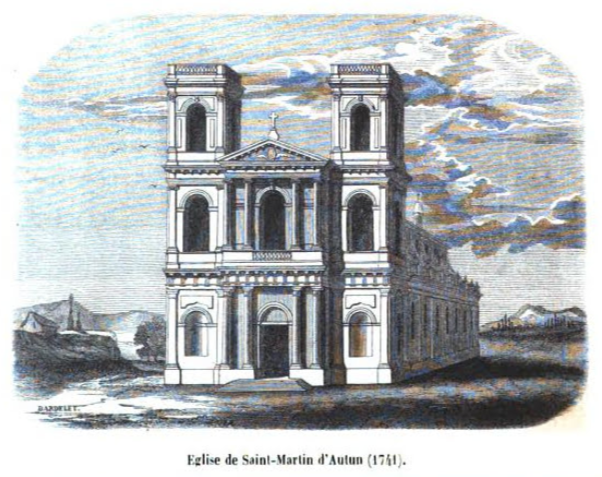
Abteikirche von Saint-Martin (1741)

Die Abtei Saint-Martin in Autun war ein unmittelbar Rom unterstehendes Benediktinerkloster, das von der fränkischen Königin Brunichild und Syagrius, Bischof von Autun, gegründet wurde. Die Abtei befand sich nordöstlich und außerhalb der Stadtmauern, rund 400 m vor der Porte Saint-André im heutigen Ortsteil Saint-Pantaléon, zwischen dem Ufer des Arroux einerseits und der Nordseite der Römerstraße nach Langres, Beaune und Besançon andererseits.

## Geschichte
Zur Zeit der Königin Brunichild († 613) und des Bischofs Syagrius († wohl 600) wurden in Autun die drei ersten königlichen Abteien gegründet, die Abteien Saint-Andoche und Sainte-Marie-et-Saint-Jean-le-Grand innerhalb der Stadt sowie die Abtei Saint Martin außerhalb; hinzu kam noch die Abtei Saint-Symphorien in der Nachbarschaft Saint-Martins, die aber bereits ca. 150 Jahre früher bezeugt ist und ab dem Jahr 910 dann Saint-Martin unterstand. Die Gründungen sind durch einen Brief des Papstes Gregor der Große an die drei Abteien aus dem Jahr 602 bezeugt. In diesen Abteien wurde eine große Zahl der Teilnehmer an den in Autun stattfindenden Konzilien der Jahre 670, 1065, 1077 und 1094 untergebracht.
Saint-Martin wurde an der Stelle gebaut, an der zuvor ein römischer Tempel stand, den Bischof Martin von Tours hatte zerstören lassen. Die Abtei war für etwa 300 Mönche vorgesehen, ihre Größe wird daher mit rund 12 ha angenommen.
- Um 589: Gründung der Abtei durch Brunichild
- 602: Brief Papst Gregors an die drei königlichen Abteien von Autun
- 613: Grausame Hinrichtung der Königin Brunichild und Bestattung in Saint-Martin
- um 670: Konzil von Autun auf Einladung von Leodegar votiert für die Benediktsregel statt der irischen Columbansregel in Klöstern.
- 731: Überfall der Sarazenen im Kampf gegen Karl Martell, Aufgabe der Abtei
- 859: Neugründung als Benediktinerabtei, wozu 18 Mönche aus der Abtei Saint-Savin-sur-Gartempe nach Saint-Martin abgeordnet wurden, einer Filiale Anianes, darunter auch der neue Abt Arnulf.
- 878–880: Zerstörung der Abtei in den Auseinandersetzungen zwischen Karl dem Kahlen und Boso von Vienne
- 885:  Wiederaufbau der Abtei durch Karl den Kahlen
- 909/910: Berno von Baume, in den 880er Jahren Mönch in Saint-Martin, erster Abt von Cluny
- 1058: Papst Nikolaus II. unterstellt Saint-Martin unmittelbar dem Heiligen Stuhl.
- 1065: Konzil von Autun erreicht unter Hugo, Abt von Cluny, die Versöhnung von Robert I., Herzog von Burgund, mit Hagano, Bischof von Autun.
- 1077: Konzil von Autun setzt Manasses, Erzbischof von Reims, wegen Simonie und Usurpation des Amtes ab.
- 1094: Konzil von Autun mit Exkommunikation von König Philipp I. wegen Verstoßung seiner Gattin Bertha und Bigamie mit Bertrada von Montfort
- 1236: Beschluss zum Bau einer Mauer.[3]
- 1369: Autun und die Umgebung werden durch englische Truppen niedergebrannt
- 1570: Teilzerstörung der Abtei durch den Hugenotten Gaspard II. de Coligny; wenig später Schleifen der Befestigungsanlagen
- 1635: Übernahme durch die Mauriner
- 1740–1742: Neubau der Abtei
- 1793: Verkauf in der Französischen Revolution als Nationaleigentum; Abtei wird als Waffenfabrik genutzt.
- 1976/77: Restauration durch die Stadt Autun

## Architektur
Die Abtei ist nahezu vollständig verschwunden; einige Reste der Nebengebäude sind restauriert. Die mittelalterliche Bausubstanz ging bereits im Zuge des Neubaus in den Jahren 1740–1742 verloren; stattdessen entstand eine klar gegliederte barock-klassizistische Kirche mit zwei Türmen, die während und nach der Französischen Revolution verschwand.

## Einige Äbte
- Medericus (Saint Merri), um 680–700 Abt von Saint-Martin[4]
- Guillaume de Vienne († 1407), Abt von Saint-Martin, 1379 Bischof von Autun, 1387 Bischof von Beauvais, 1389 Erzbischof von Rouen
- Jean Rolin, 1436 Bischof von Autun, 1442 Kommendatarabt, 1448 Kardinal
- Tristan de Salazar († 1518), 1475 Erzbischof von Sens, ca. 1480 Kommendatarabt
- Edme Mongin († 1746), 1707 Mitglied der Académie française (Fauteuil 26), 1708 Kommendatarabt, 1724 Bischof von Bazas